# Birger Jarlsgatan
För andra betydelser, se Birger Jarlsgatan (olika betydelser).

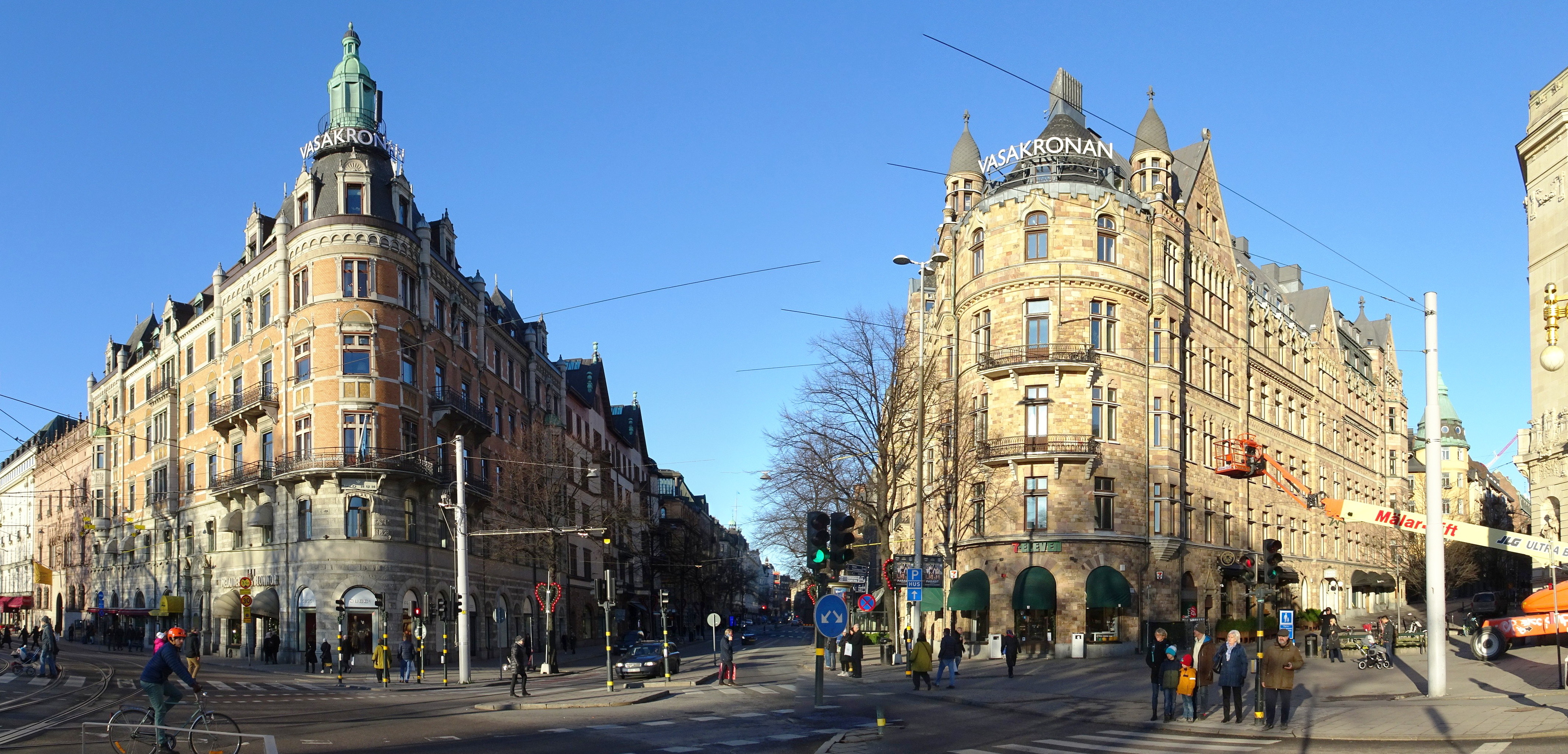
Birger Jarlsgatan sedd norrut från Nybroplan, januari 2020. Kvarteren Skravelberget mindre (till vänster) och Matrosen bildar en sorts portalbyggnader till gatan.

Birger Jarlsgatan är en av de större och längsta gatorna i Stockholms innerstad. Gatan utgör gräns mellan stadsdelarna Östermalm och Norrmalm från Nybroplan till Tegnérgatan samt mellan Östermalm och Vasastan från Tegnérgatan upp till Roslagstull vid Ingemarsgatan. En liten del av gatan utgör också gräns mellan Vasastan och Norra Djurgården. Udda gatunummer t.o.m. nr 55 ligger på Norrmalm, övriga udda gatunummer ligger i Vasastan. Samtliga jämna gatunummer ligger på Östermalm.
Gatans längd är cirka 2,25 kilometer och har sitt namn efter Birger jarl. I samband med namnrevisionen i Stockholm 1885 fick den heta Birger Jarls gata, vilket ändrades 1932 till nuvarande stavning Birger Jarlsgatan.

## Planeringen
Redan på 1860-talet väcktes förslag i samband med Lindhagenplanen om en direkt gatuförbindelse mellan Nybroviken och Brunnsviken. Nya alléer skulle bringa ljus och luft i Stockholms trånga kvarter. Utformningen och sträckningen av gatan blev föremål för en långvarig diskussion eftersom den skulle dras rakt över flera redan bebyggda kvarter. Enligt den ursprungliga planeringen skulle Birger Jarlsgatan bli 120 fot bred (motsvarande 35,6 meter) och dras i en spikrak linje mellan Brunnsviken och Nybroviken. Den sträckningen hade dock krävd kostsamma sprängningar och gaturegleringskommittén beslöt sedan att frångå den räta linjen och minska bredden till 30 meter. Stadsplanen fastställdes 1879. I sin nedre del fick gatan slutligen ungefär samma sträckning som det vattendrag, Rännilen, som avvattnade Träsket, den sjö och senare träskmark som låg inom området för nuvarande Jarlaplan och Eriksbergsplan. "På ingen annan gatans öppnande har Stockholm väntat med så stor otålighet, som Birger Jarlsgatan", skrev journalisten Claës Lundin på sin tid.
Som en föregångare till en del av nuvarande Birger Jarlsgatan kan man betrakta den gata som från nuvarande Engelbrektsplan gick norrut väster om Rännilen. Den kallades 1681 Rännilsgränden och 1693 Rännilens gata. År 1699 omtalades den såsom Träskegatan och 1806 föreslogs den få namnet Stora Träskgatan. Gatan liksom namnet försvann i samband med utbyggnaden av Birger Jarlsgatan.

Historiska bilder
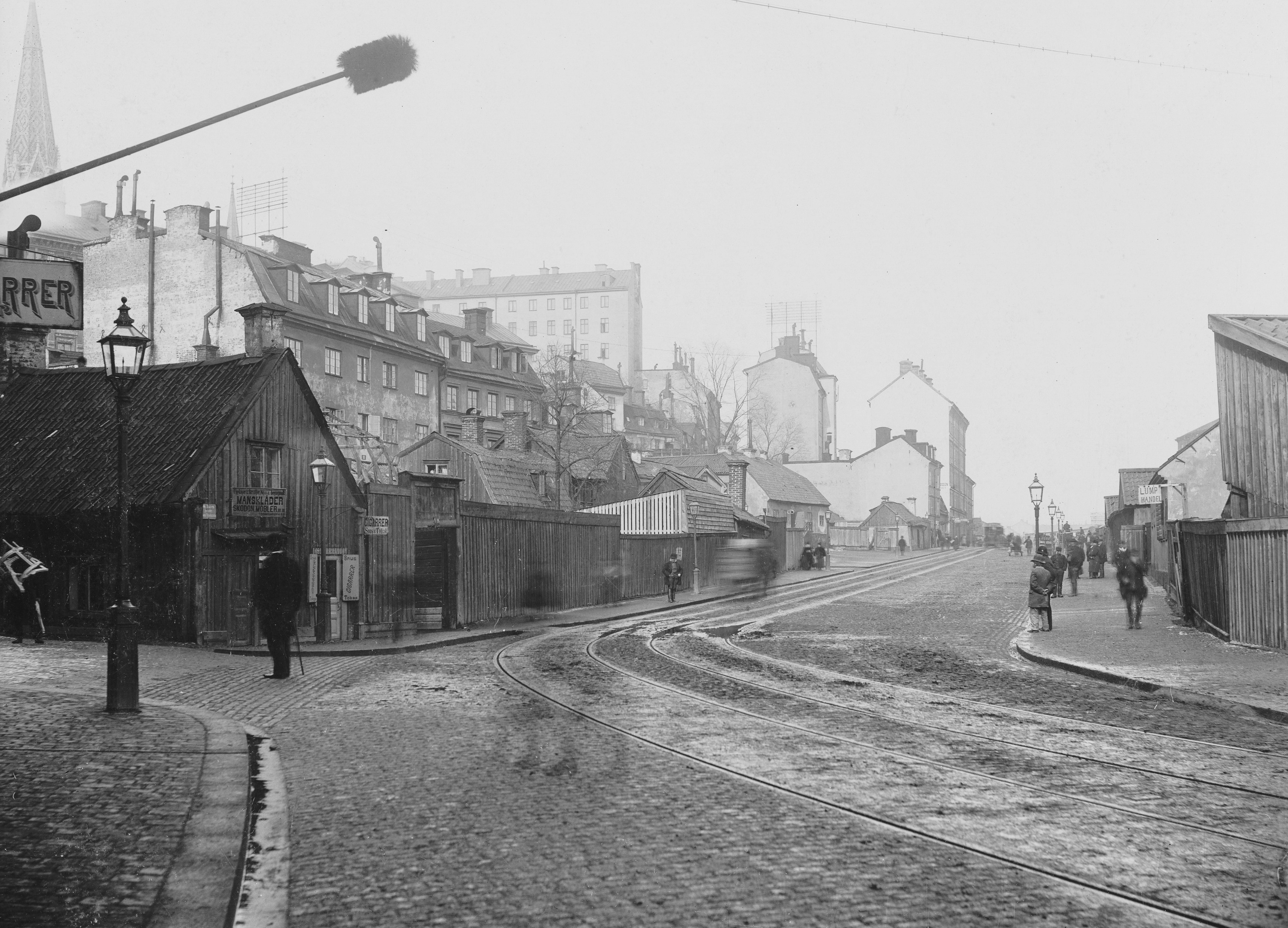
Stora Träskgatan i höjd med kvarteret Italien större, 1895.
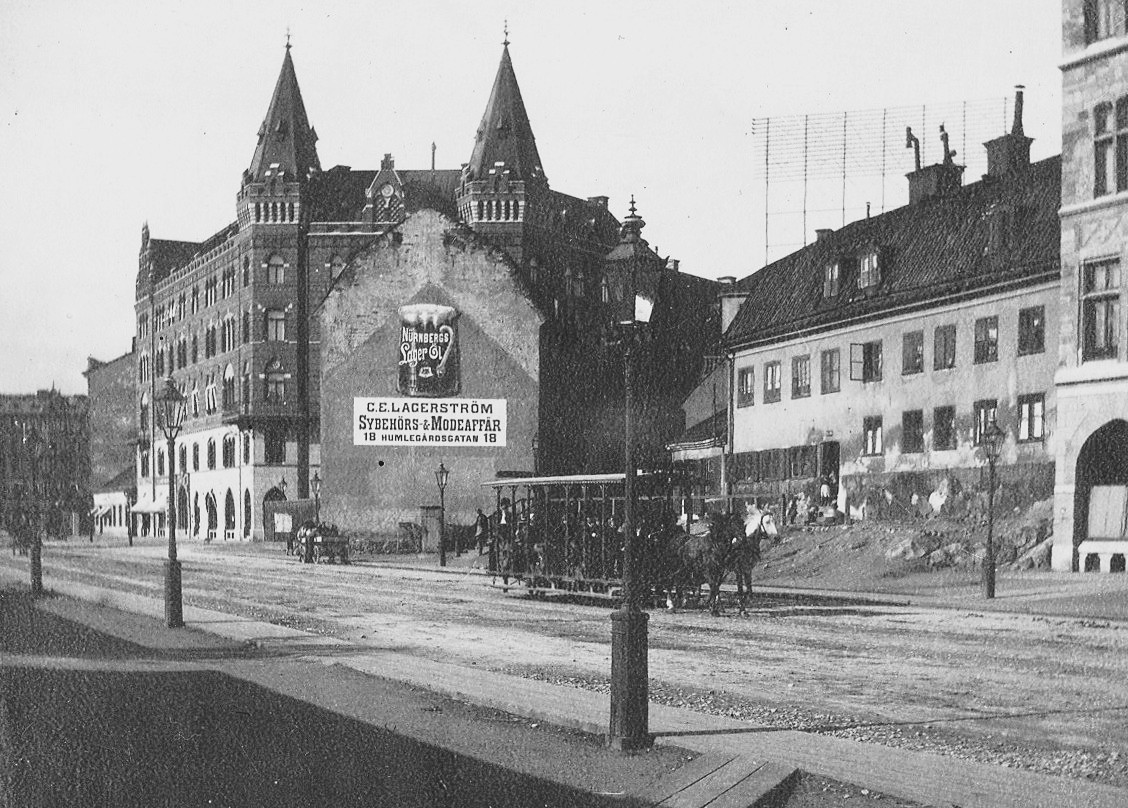
Birger Jarlsgatan 16, 1895 (rivet).
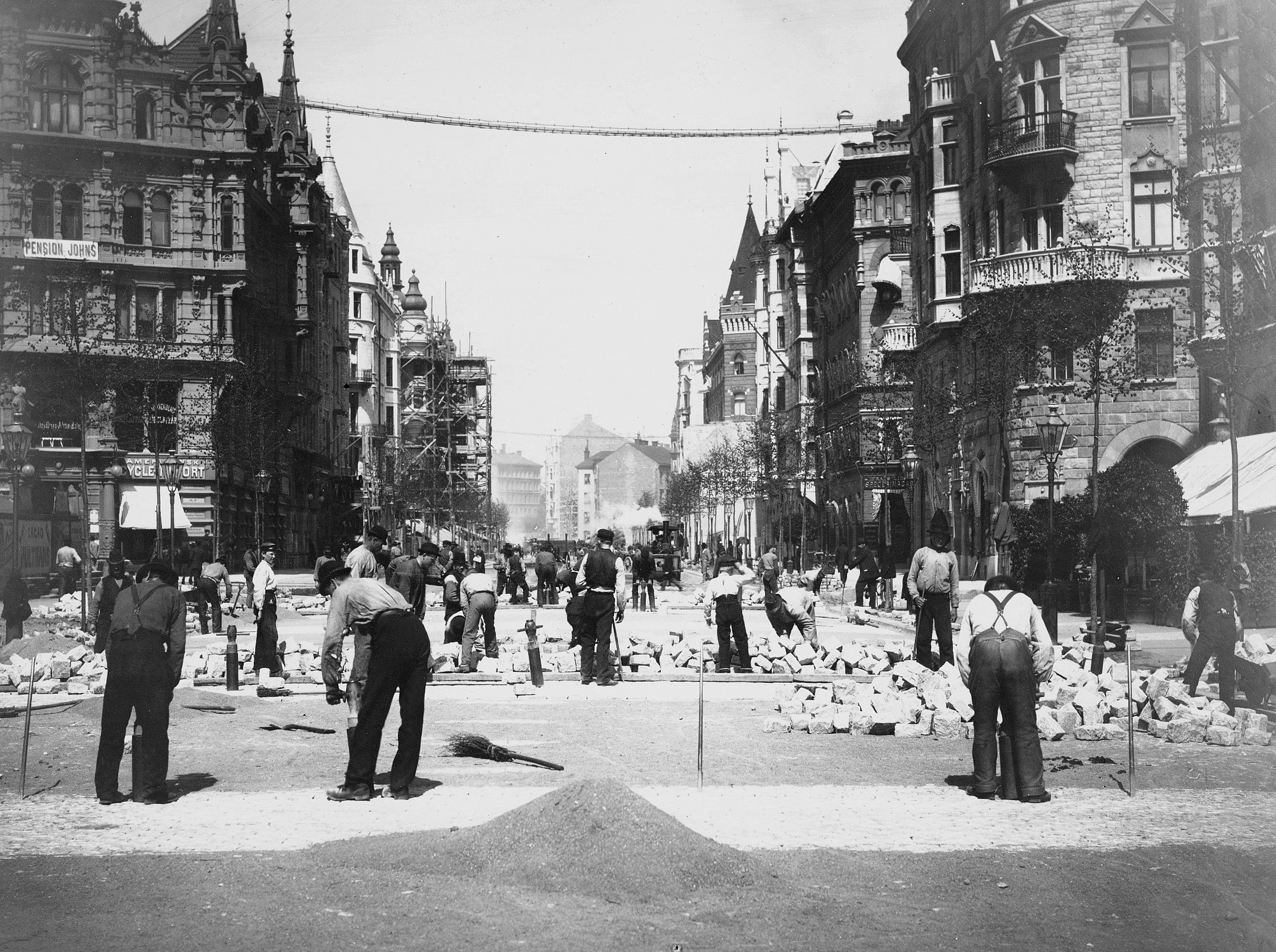
Birger Jarlsgatan norrut, gatsten läggs ut, 1898.
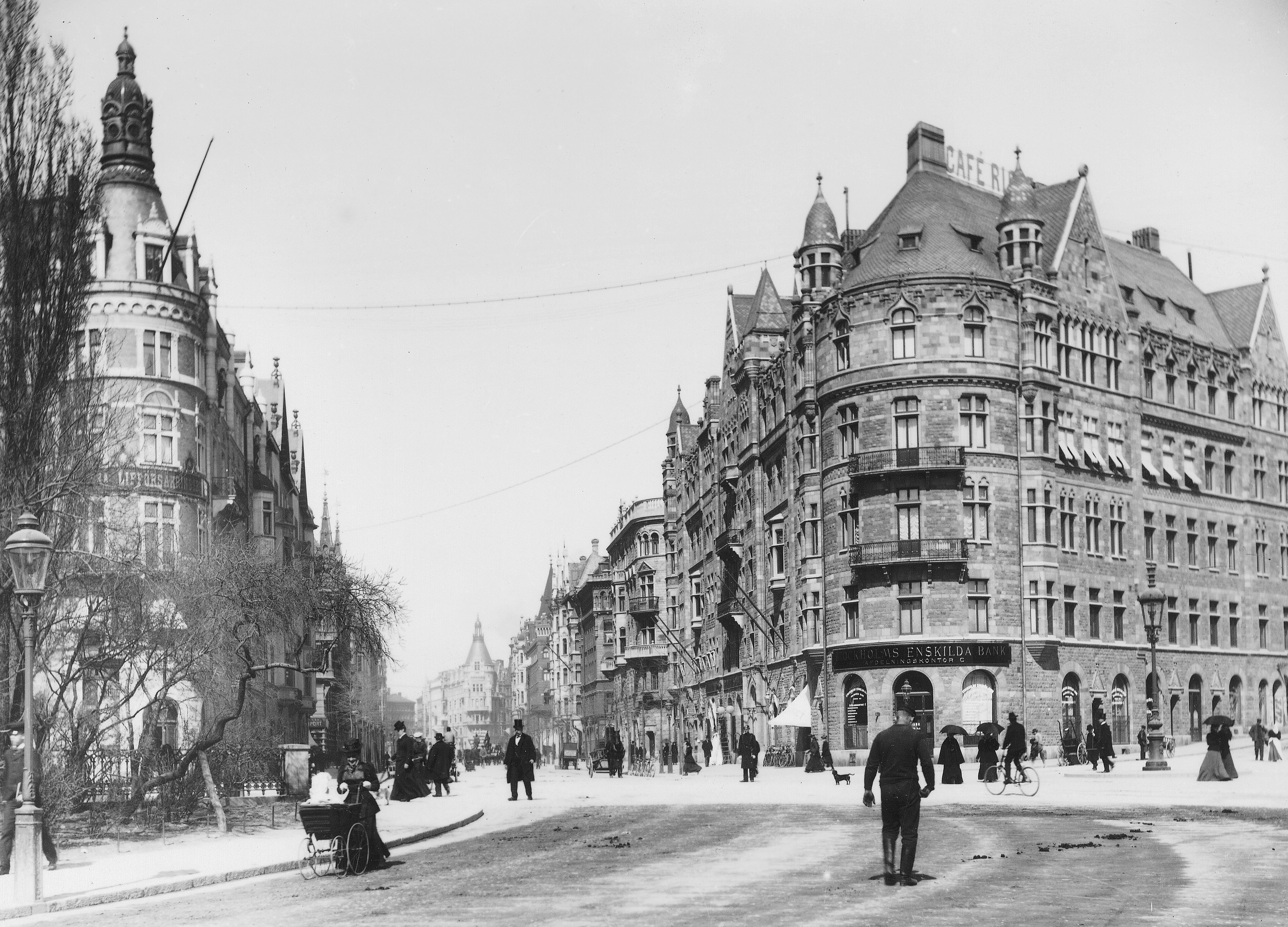
Birger Jarlsgatan norrut från Nybroplan, 1900.
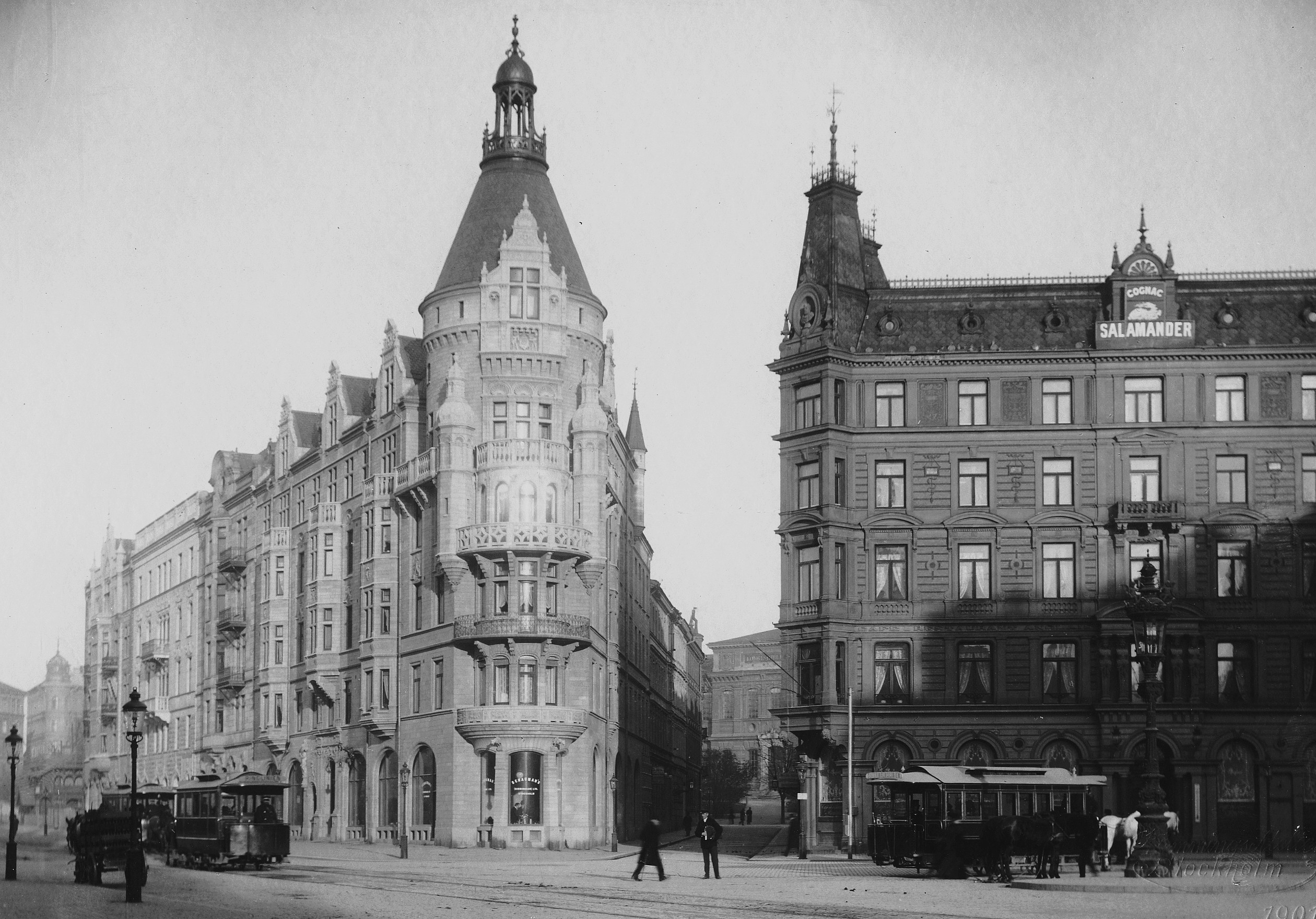
Daneliuska huset, omkring år 1900.

Nuvarande bebyggelse längs gatan uppfördes huvudsakligen under slutet av 1800-talet och början av 1900-talet. Birger Jarlsgatans södra avsnitt utvecklades under 1800-talets slut till Stockholms nya paradgata. I en samtida tidningsartikel skrevs under rubriken ”Vår vackraste gata” bland annat: Om man stannar på Nybroplan och ser uppåt Birgerjarlsgatan, erbjuder den i sitt nu nästan färdiga skick en präktig anblick […] och inledningen till det vackraste gatuperspektiv i Sverige, ja, jag vågar säga i Skandinavien. Dåtidens kända arkitekter anlitades, bland dem Erik Josephson, Sam Kjellberg, Hagström & Ekman, Erik Lallerstedt, Johan Laurentz och Ludwig Peterson. Flera av deras byggnader är idag blåmärkta av Stadsmuseet i Stockholm vilket innebär att de representerar ”synnerligen höga kulturhistoriska värden”.
Längs Birger Jarlsgatans centrala och nedre del ligger bland annat Stureplan, restaurang Riche, biograf Zita, Balettakademien, och Hotel Crystal Plaza samt en rad exklusiva butiker, såsom Chanel, Gucci, Georg Jensen, Louis Vuitton, Prada, Versace och Moncler.

## Kollektivtrafik
Birger Jarlsgatan trafikeras av framförallt busslinje 2 och hållplatser finns längs Birger Jarlsgatan vid Stureplan, Eriksbergsgatan, Tegnérgatan samt Jarlaplan. Det finns också en busshållplats på Birger Jarlsgatan vid Roslagstull som trafikeras av linje 50.  
Spårväg City går längs med Birger Jarlsgatan mellan Smålandsgatan och Nybroplan - sträckningen trafikeras endast av den s.k. Djurgårdslinjen (7N) som utgörs av museivagnar. Närmsta spårvagnshållplatser finns på Norrmalmstorg samt Nybroplan.
Tunnelbanans station Östermalmstorg har två uppgångar vid Birger Jarlsgatan.  

## Byggnader och verksamheter i urval
- Nr.  4: Restaurant Riche
- Nr.  7: Birger Jarls basar
- Nr.  9: Birger Jarlspassagen
- Nr. 10: Styckjunkaren 11
- Nr. 11: Rännilen 8
- Nr. 12: Styckjunkaren 6
- Nr. 14: Styckjunkaren 7 med Åmells konsthandel
- Nr. 13: Pumpstocken 10
- Nr. 15: Bocanderska palatset, påkostat jugendhus från 1900
- Nr. 16: Sperlingens backe 47, ett tidigare kontorshus för Städernas allmänna brandstodsbolag och den tidigare biografen Spegeln
- Nr. 17: Johnsonlinjens hus
- Nr. 18: De tidigare Ostermans marmorhallar
- Nr. 20: Daneliuska huset
- Nr. 22: Landbyska verket 10
- Nr. 24: Landbyska verket 4 (hus nr 2)
- Nr. 26: Landbyska verket 4 (hus nr 1)
- Nr. 27: Komediteatern
- Nr. 28-30: Den tidigare biografen Sture-Teatern
- Nr. 32: Trygghuset, Rönnells Antikvariat
- Nr. 35: Hotel Crystal Plaza (det tidigare Hotell Excelsior)
- Nr. 37: Biografen Zita och fastigheten Italien större 12
- Nr. 41A: Biografen Sture
- Nr. 55: Bosnien och Hercegovinas ambassad i Stockholm
- Nr. 57: Spårvagnshallarna
- Nr. 58: Den tidigare biografen Eriksberg
- Nr. 64: Shellhuset
- Nr. 63: Immanuelskyrkan
- Nr. 66: Den tidigare biografen Arcadia, Korskyrkan
- Nr. 68: Bensinstationen på Birger Jarlsgatan 68 i Stockholm
- Nr. 70: Balettakademien
- Nr. 88: Lövsångaren 7
- Nr. 90: Lövsångaren 2
- Nr. 92: Sankt Georgios kyrka
- Nr. 98: Kristi förklarings ortodoxa kyrka
- Nr. 120: Den tidigare Nordstjernans mineralvattenfabrik

## Kvarter i urval
Från söder till norr.
- Nr. 1-5: Kvarteret Skravelberget mindre
- Nr. 6: Kvarteret Skravelberget större
- Nr. 2-4: Kvarteret Matrosen
- Nr. 8-14: Kvarteret Styckjunkaren
- Nr. 9-11: Kvarteret Rännilen
- Nr. 13-15: Kvarteret Pumpstocken
- Nr. 16-18: Kvarteret Sperlingens backe
- Nr. 20-30: Kvarteret Landbyska verket
- Nr. 35-39: Kvarteret Italien större
- Nr. 88-90: Kvarteret Lövsångaren

Nutida bilder
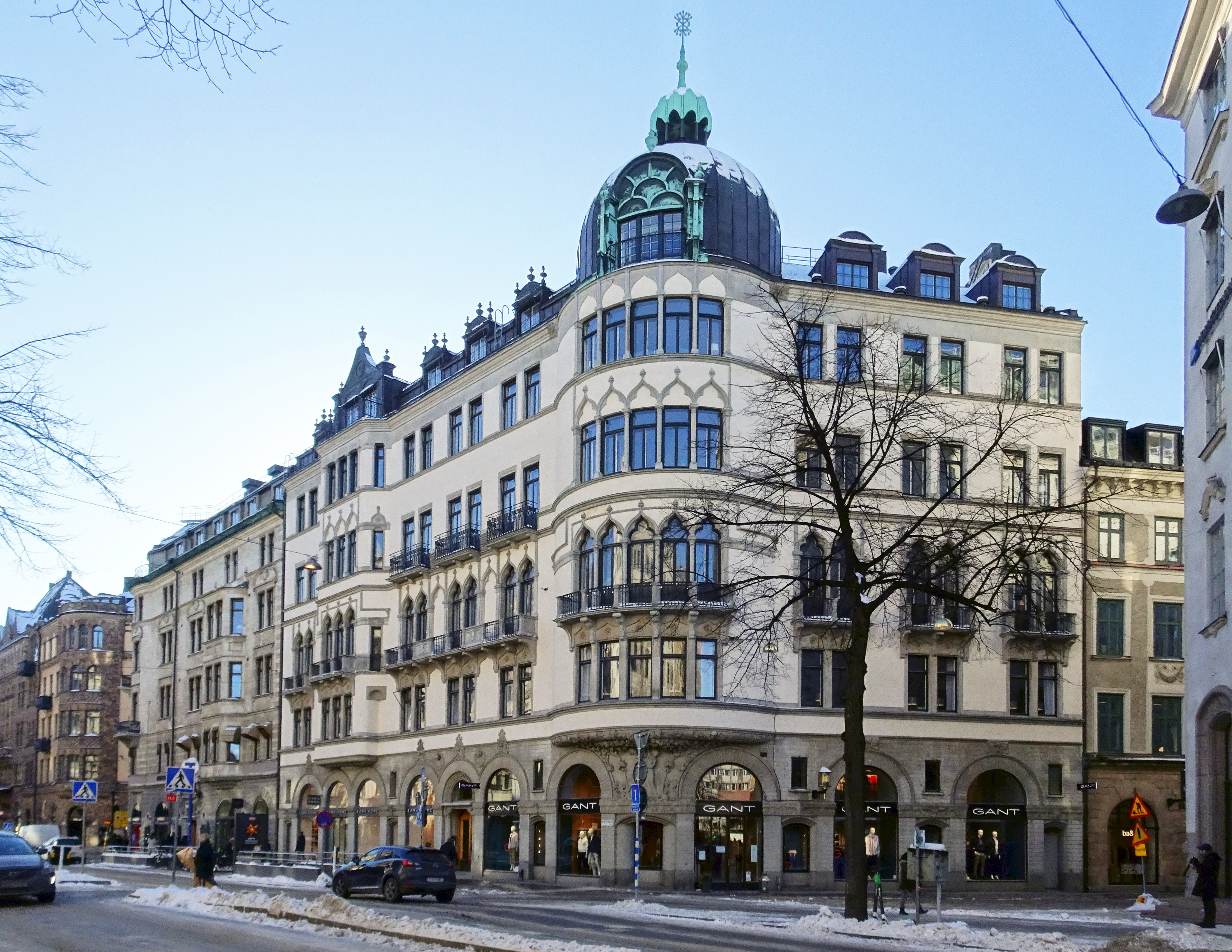
Bocanderska palatset Birger Jarlsgatan 15.
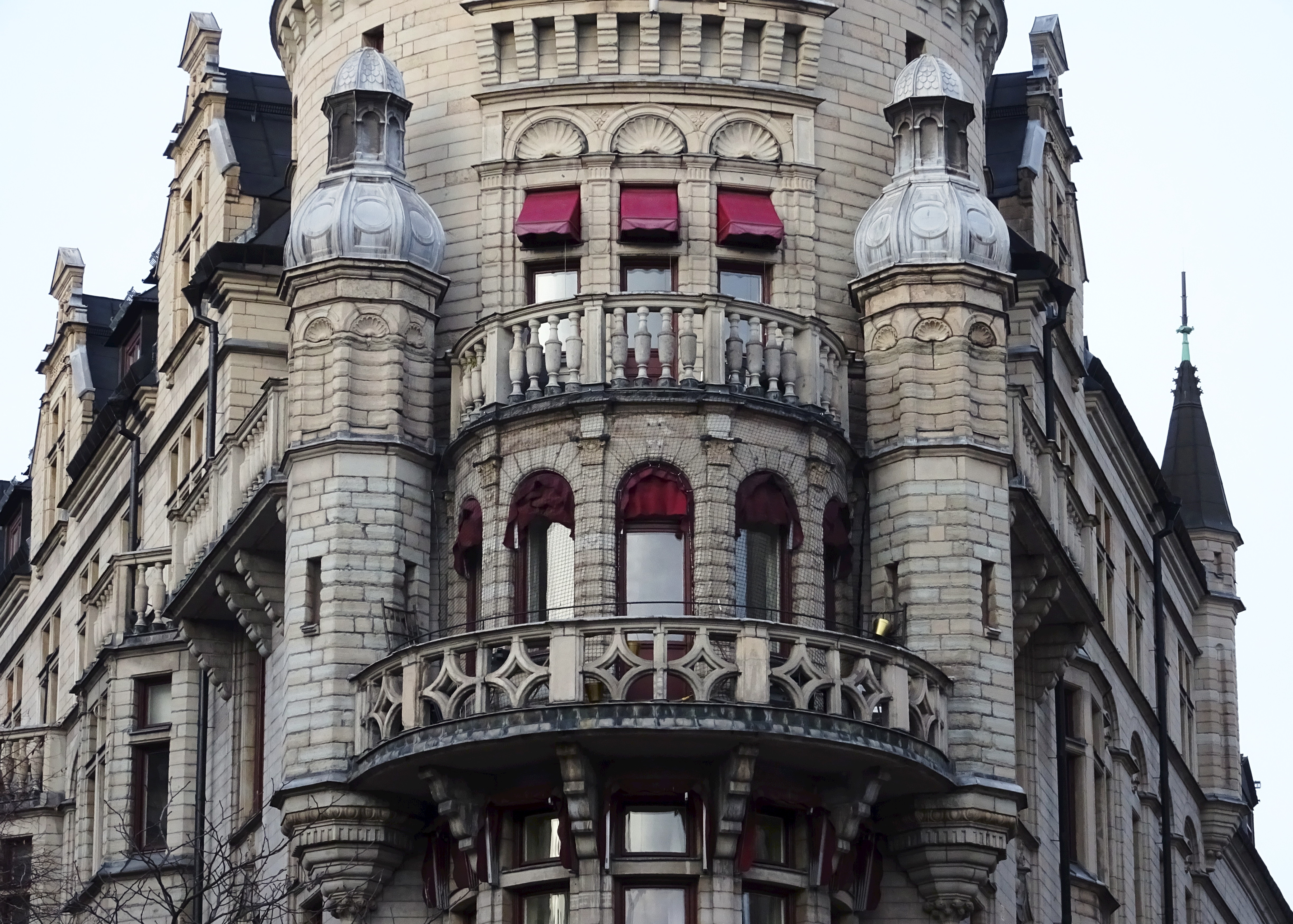
Daneliuska huset Birger Jarlsgatan 20.
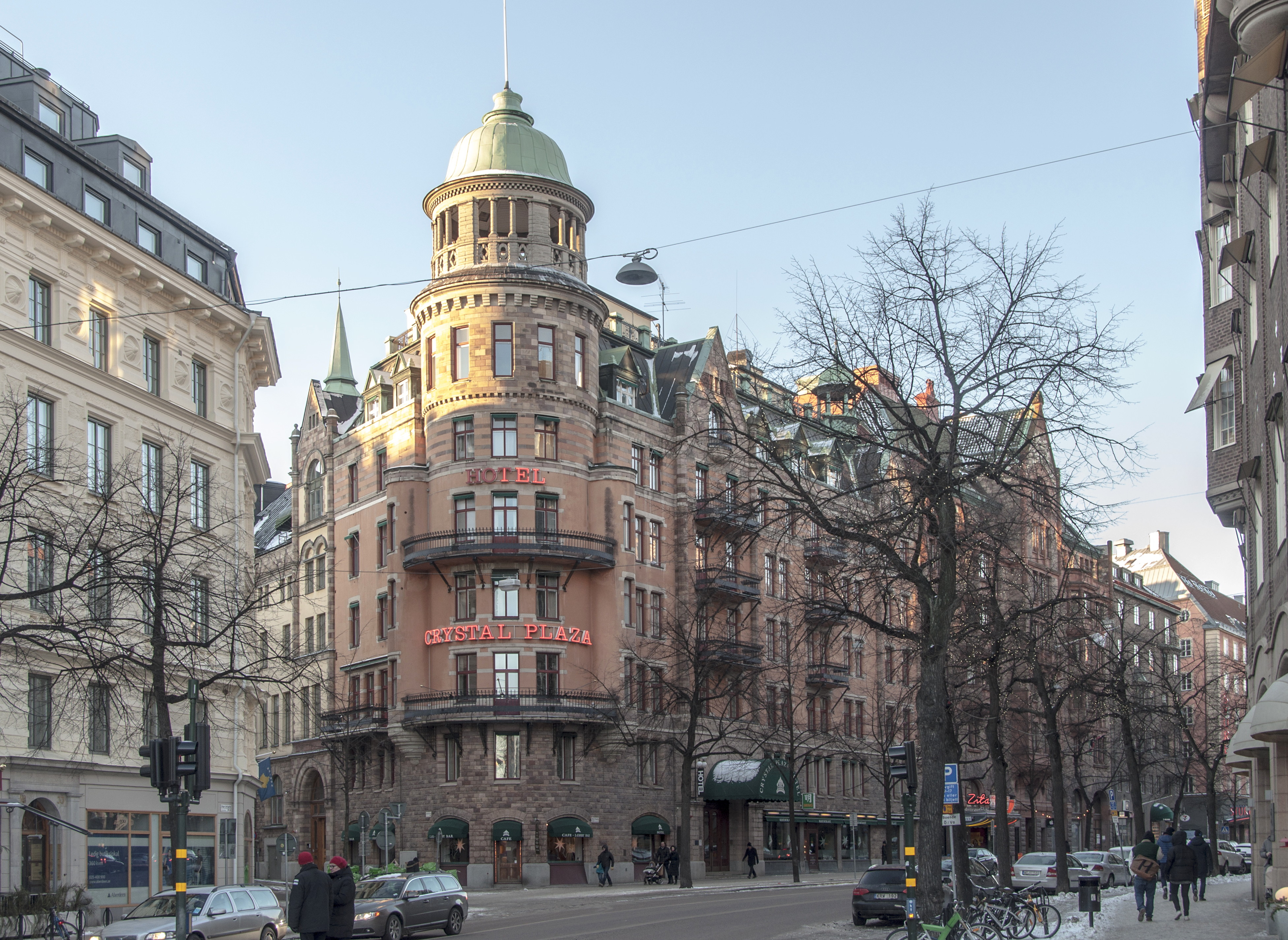
Hotel Crystal Plaza Birger Jarlsgatan 35.
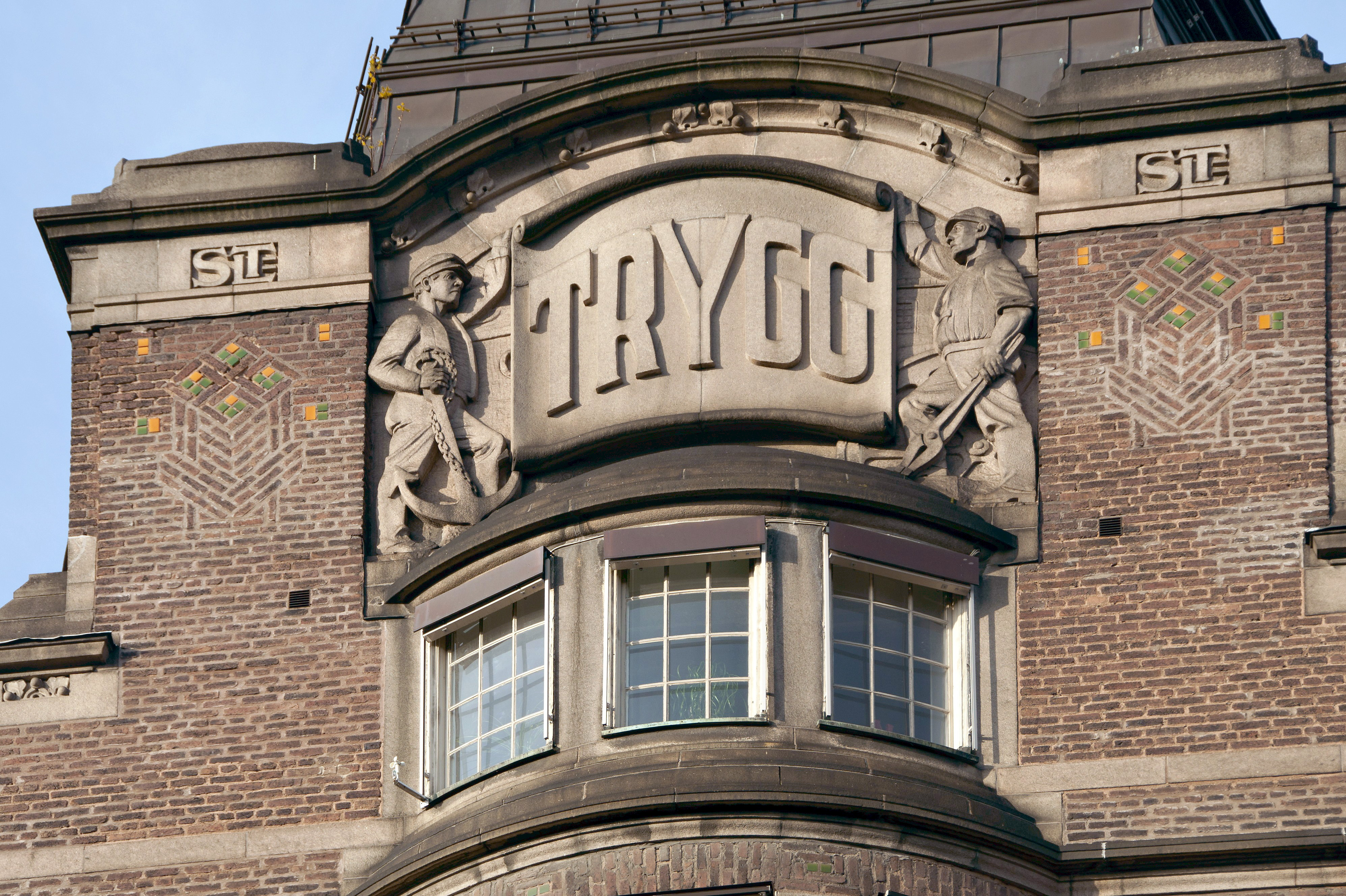
Trygghuset Birger Jarlsgatan 32.
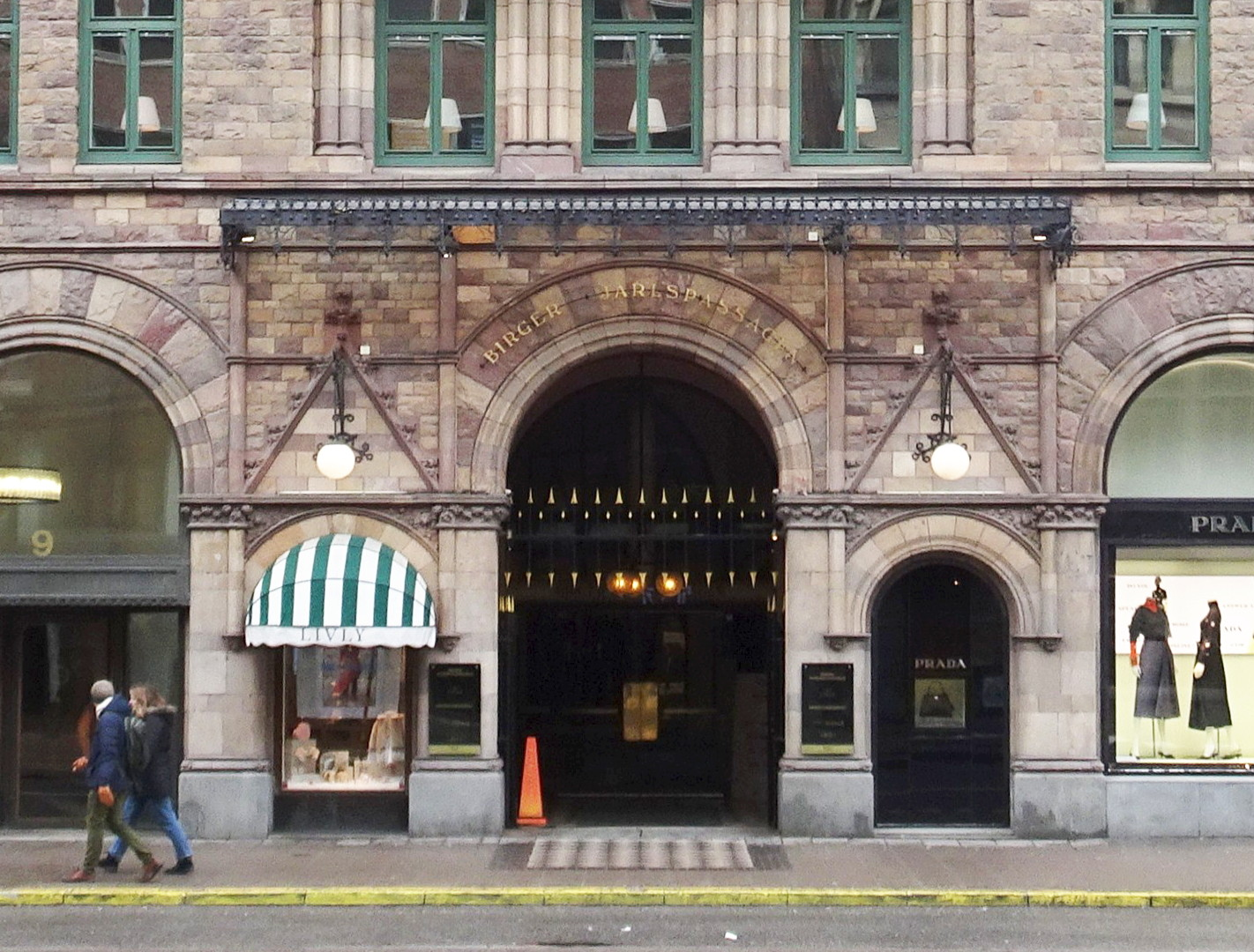
Entré till Birger Jarlspassagen. Birger Jarlsgatan 9.

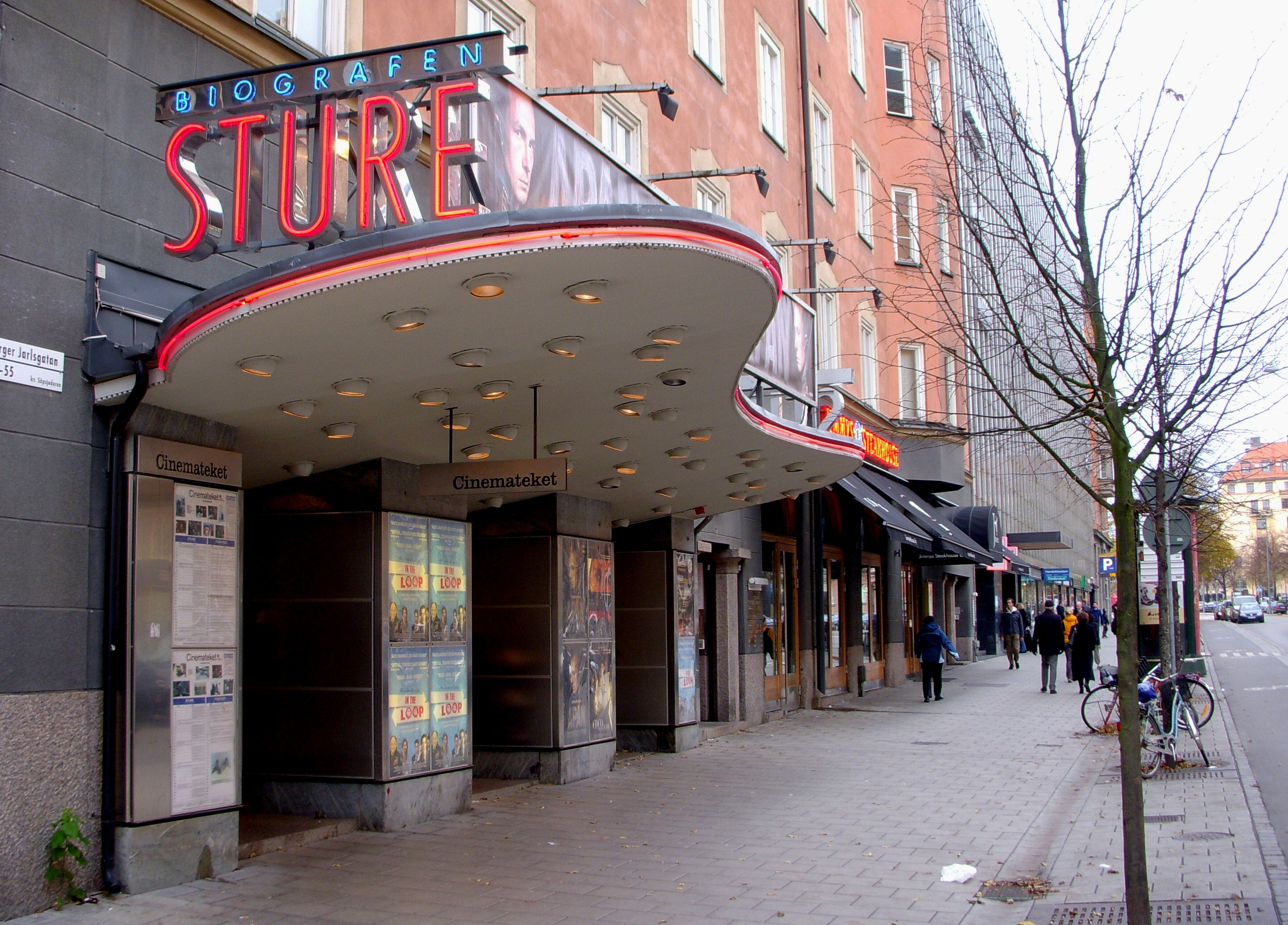
Biografen Sture. Birger Jarlsgatan 41.
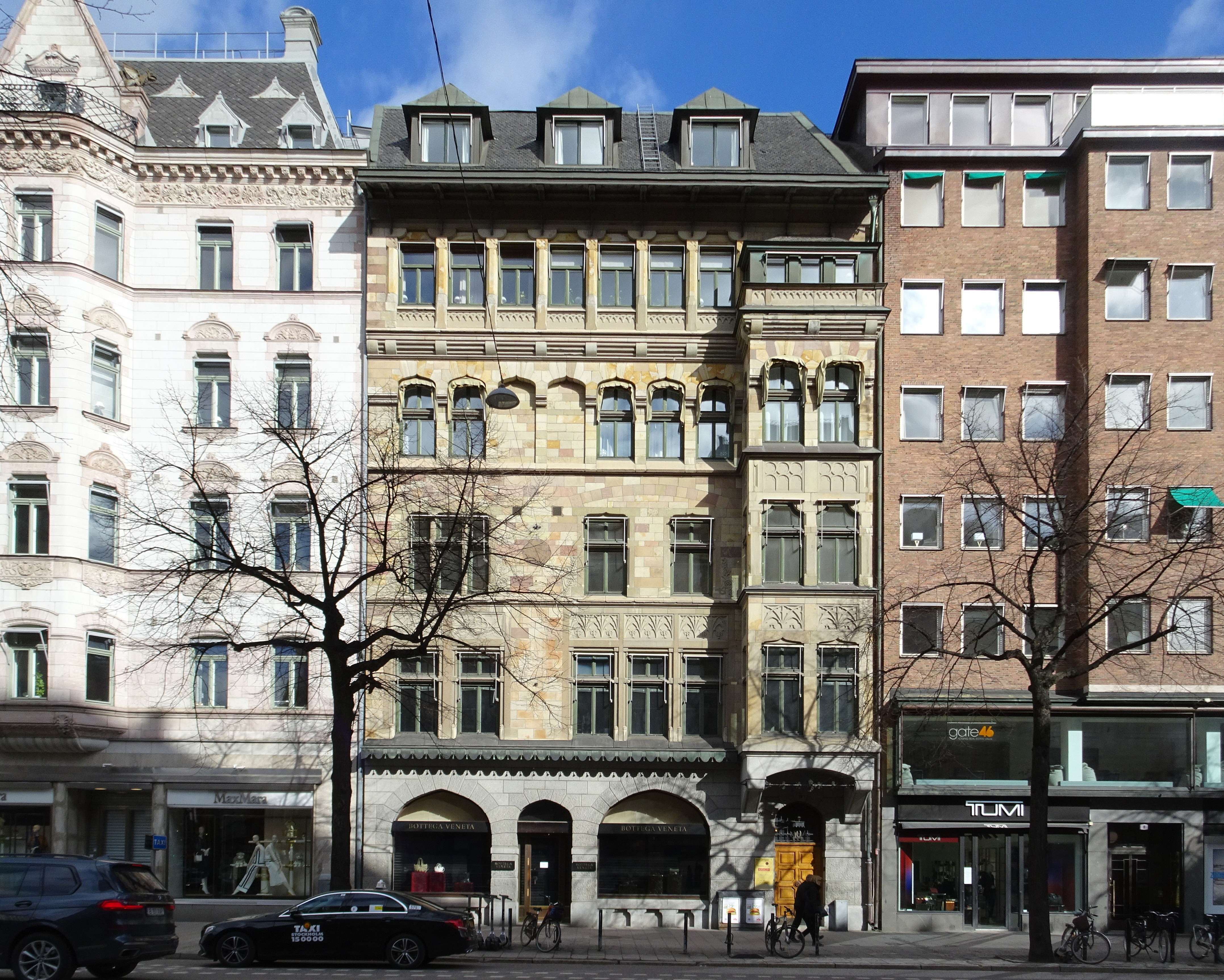
Styckjunkaren 5 Birger Jarlsgatan 10.
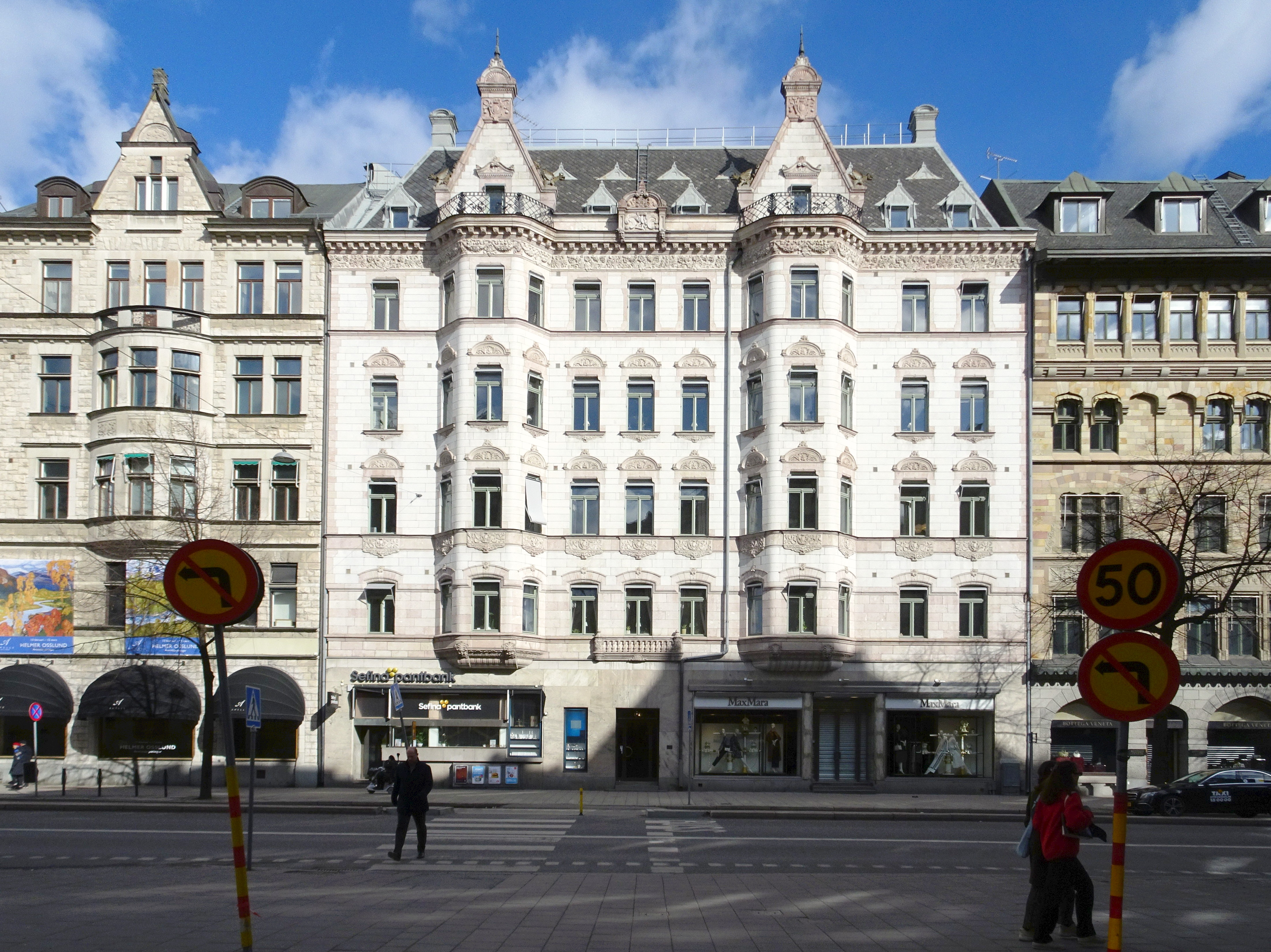
Styckjunkaren 6 Birger Jarlsgatan 12.
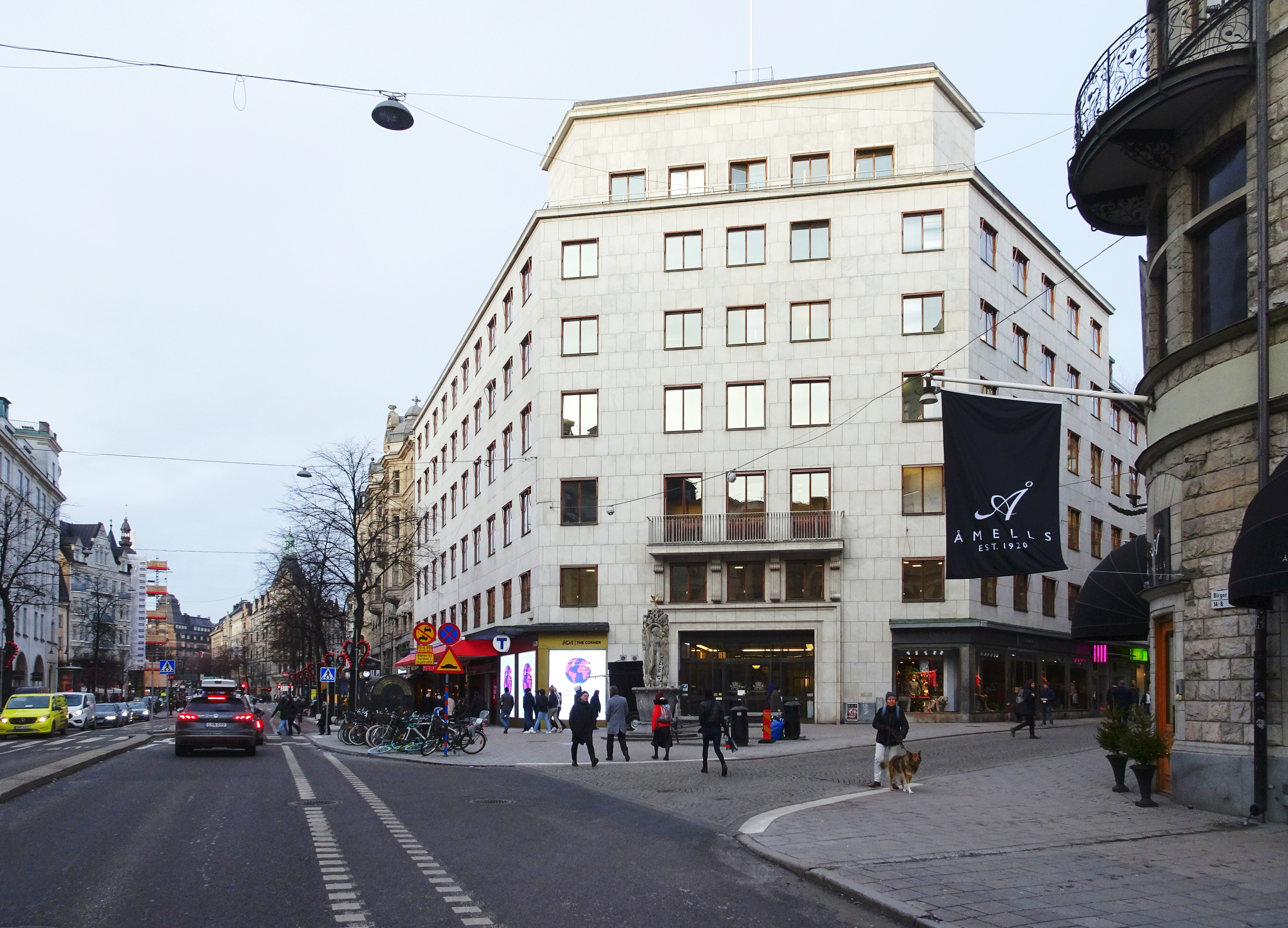
Sperlingens backe 47 Birger Jarlsgatan 16
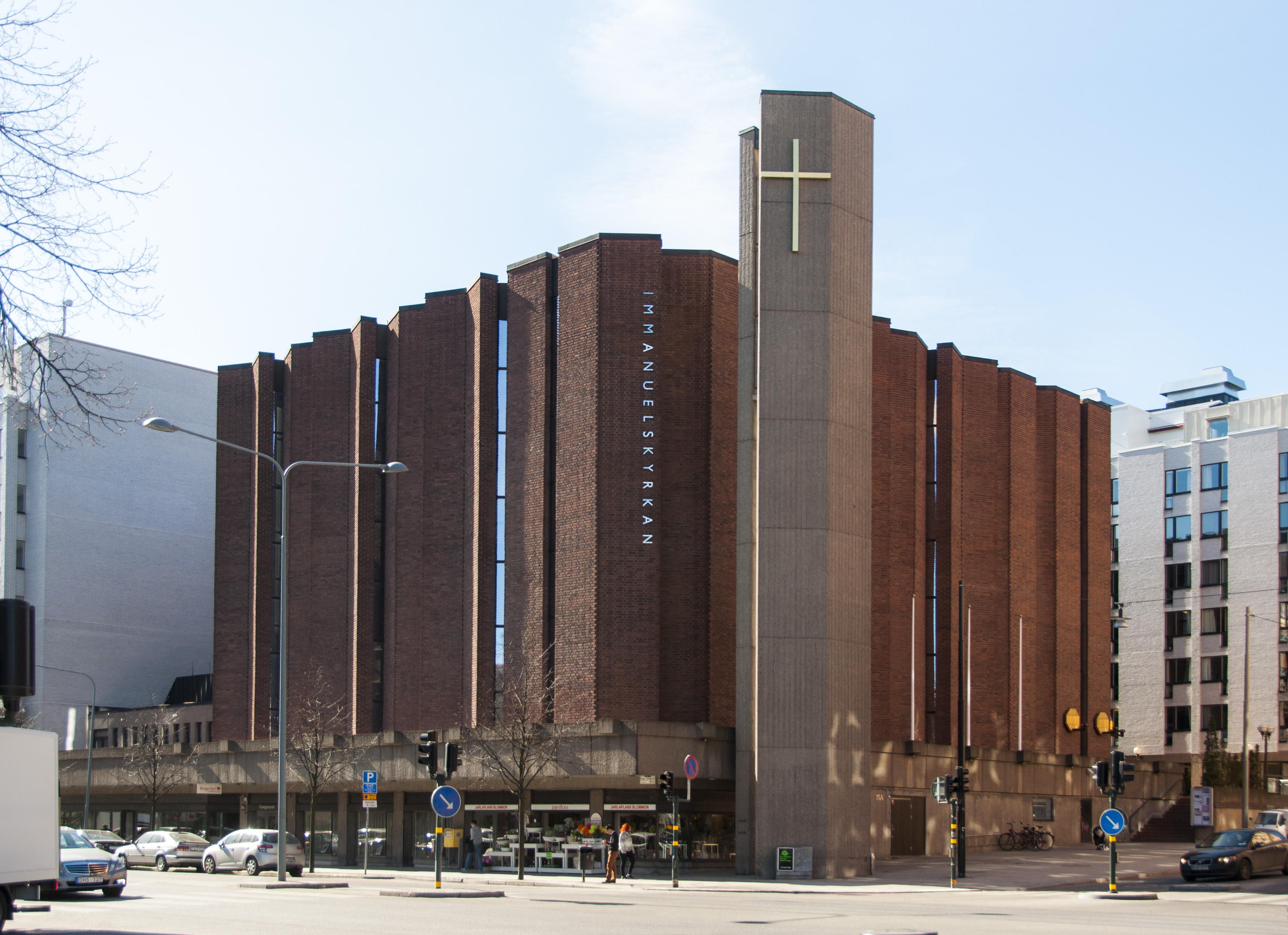
Immanuelskyrkan Birger Jarlsgatan 63.